# Святомарчинський рогалик

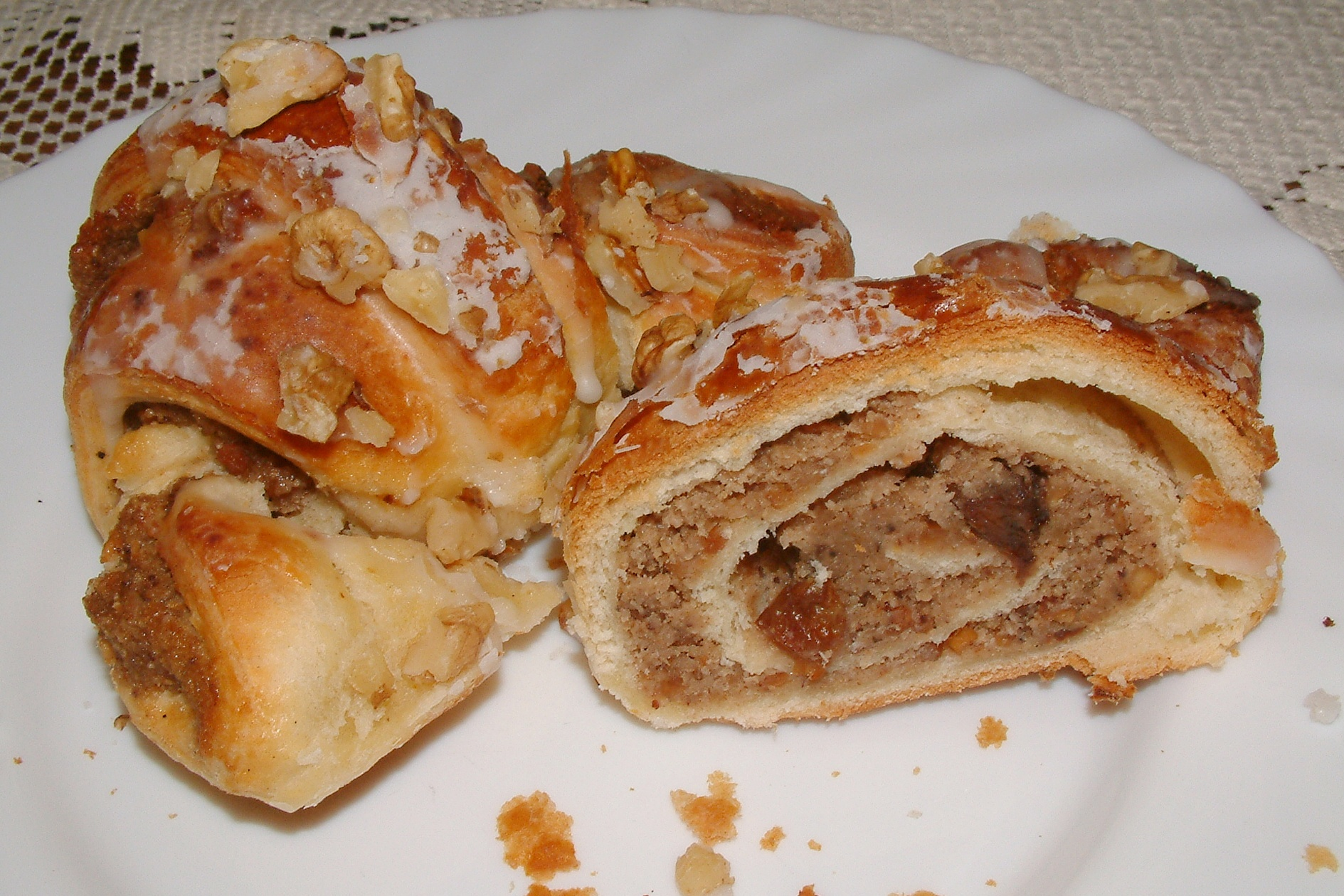
Святомарцінський рогалик

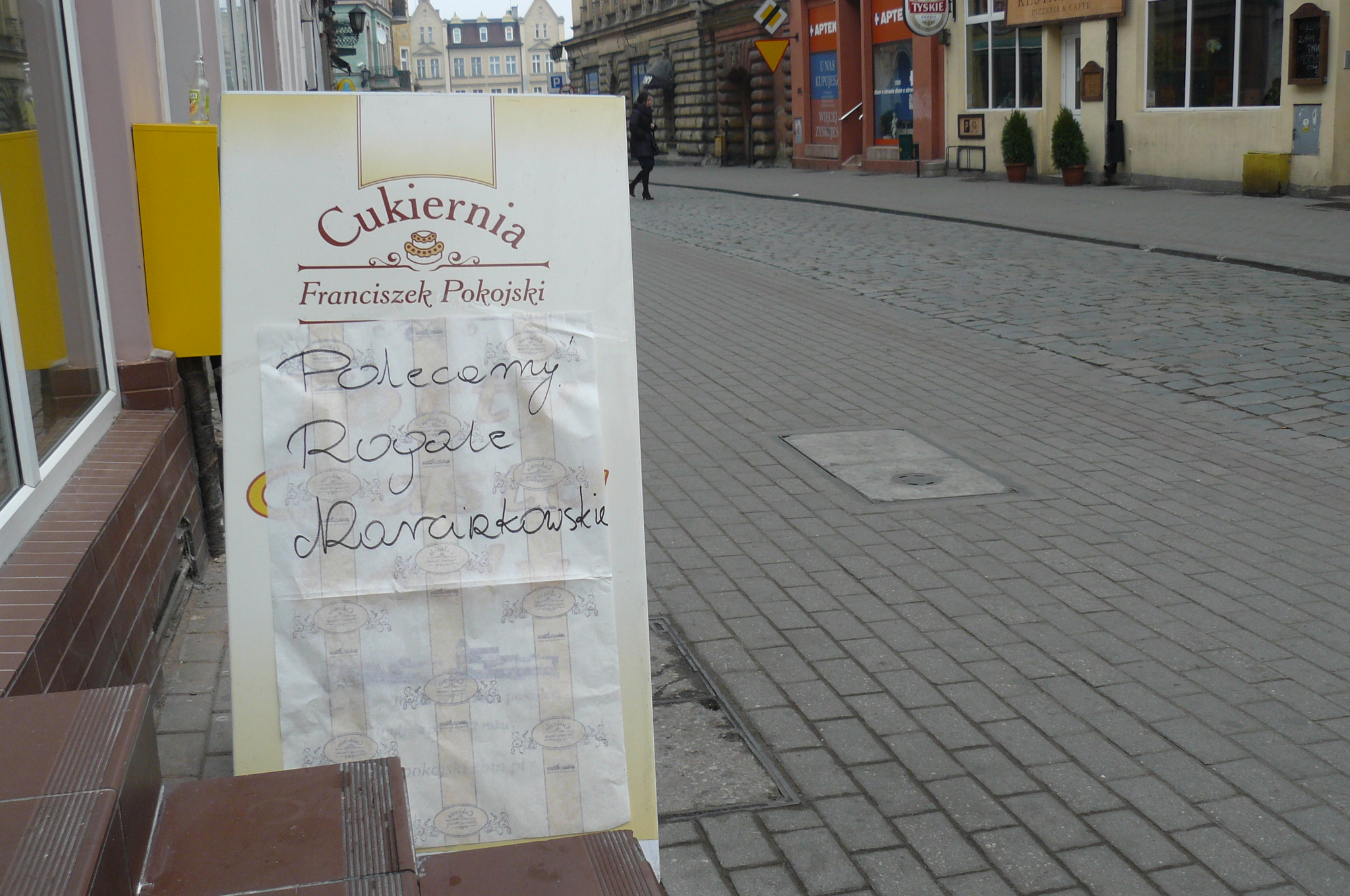
За межами Познані зустрічаються назви рогаликів які є співзвучними до святомарцінського. На світлині – Рогалик марцінковський у місті Хелмжа

Святомарцінський рогалик — рогалик з начинкою з білого маку, який традиційно випікають у місті Познань й околицях на честь Дня святого Мартина — 11 листопада. Святомарчинські рогалики є головною випічкою під час відзначання свята на вулиці святого Мартина у місті Познань.

## Історія рогалика
Ця традиція походить з язичницьких часів, коли під час осіннього свята богам у жертву приносили волів або випічку з тіста завитого у вигляді волових рогів як заміну. Пізніше Церква перейняла цей звичай, поєднуючи його з фігурою святого Мартина. Форма випічки інтерпретується як відсилання до підкови, яку ніби то загубив його кінь.
Найстаршою знаною на сьогодні рекламою святомарцінських рогаликів є запис у «Познаньському щоденнику» від 1860 року, який свідчить про те, що традиція випікання святомарцінських рогаликів на 11 листопада у Познані на той момент вже існувала. Проте, популярною, також є легенда, що традиція в нинішньому її вигляді народилася в листопаді 1891. Коли наближався день св. Марціна, настоятель однойменної парафії Ян Левицкі звернувся до віруючих, щоб на честь їхнього покровителя вони зробили щось для бідних. Присутній на службі кондитер Юзеф Мельцер, який працював у кондитерській, умовив свого керівника відродити стару традицію. Багатші мешканці Познані купували ці ласощі, а бідні отримували їх безкоштовно. У 1901 році звичай випікання святомарцінських рогаликів прийняла Асоціація Кондитерів. Після Першої та Другої світових воєн традицію випікання рогаликів і дарування їх бідним зберегли від забуття видатні мешканці міста Познань Францішек Рончинські і Зигмунт Вашіньскі.
28 листопада 2013 року, з нагоди дня святого Мартина в Брюсселі проходило святкове випікання і дегустація святомарцінських рогаликів. У заході взяли участь, зокрема, представники Європейського Парламенту, різних інституцій Європейського Союзу, а також дипломатичного корпусу різних держав.

## Святомарцінські рогалики сьогодні
Ремісники Познаньської Гільдії Кондитерів і Пекарів продають у день святого Мартина в середньому 250 тонн цього продукту, в той час як в річному обчисленні продаж становить 500 тонн, що становить 2,5 мільйона штук рогаликів.
Для отримання права використання назви «святомарцінські рогалики» або «марцінські рогалики», виробник повинен отримати сертифікат Познанського Капітула Традиційного Святомарцінського рогалика, який було створено за ініціативою Гільдії Кондитерів і Пекарів у Познані, промислової Палати та Адміністрації Міста Познань. У 2015 році такий сертифікат отримав 101 виробник кондитерських виробів.
Постановою Комісії ЄС № 1070/2008 від 30 жовтня 2008 року назву «Rogal świętomarciński» було внесено в реєстр позначень походження і захищених географічних зазначень, що знаходяться під охороною в Європейському Союзі.

## Особливості виробу
- Напівлисткове тісто
- Начинку виробляють з білого маку з додаванням цукру, крихт бісквітного тіста, збитих яєць, маргарину, горіхів, родзинок, фруктів в сиропі або цукатів з вишні, груші, апельсинової цедри і мигдалевої есенції
- Рогалик загортають у вигляді підкови. Начинку закладають у такий спосіб, аби вона лягла між шарами тіста.
- Зверху рогалик прикрашають солодким сиропом і подрібненими горіхами[6]